# José María Gatti
José María Gatti (18 dicembre 1948) è un ex calciatore argentino naturalizzato ecuadoriano, di ruolo difensore e centrocampista.

## Caratteristiche tecniche
Giocava come difensore e come centrocampista; quest'ultimo ruolo lo ricoprì prevalentemente nel suo periodo in Ecuador. Era abile in entrambe le fasi di gioco: in quella difensiva era efficace nella marcatura, mentre in fase offensiva poteva sfruttare la sua visione di gioco e la sua capacità di gestire il pallone.

## Carriera

### Club
Gatti iniziò la propria carriera in Argentina, suo paese natale, con la maglia del Platense; dal 1967 al 1971 mise a referto 57 presenze, andando a segno in una occasione. Nel 1973 passò al Racing Club di Avellaneda, giocando da titolare nel campionato di quell'anno. Lasciò poi l'Argentina per l'Ecuador: si trasferì al Deportivo Cuenca. Del club rosso-nero divenne uno dei giocatori di maggior rilievo, giocando la Coppa Libertadores e assommando 240 incontri, primato di presenze in Primera Categoría Serie A con la maglia del Deportivo Cuenca. In virtù della propria lunga militanza in Ecuador gli fu concessa la nazionalità ecuadoriana.